# カリフォルニア大学デービス校
カリフォルニア大学デービス校 (カリフォルニアだいがくデービスこう、英: University of California, Davis) は、アメリカ合衆国カリフォルニア州のデービスに本部を置く州立大学。東海岸の名門私立大学連盟であるアイビーリーグと並び、高い水準の教育を受けることができる公立大学群パブリック・アイビーの一校であり、世界でも屈指の生物及び農業関連の研究設備を誇る名門校である。教員・卒業生・研究者等がノーベル賞・ピューリッツァー賞等を受賞している。
表記は「デイヴィス」、或いは「デーヴィス」等も存在するが、本項では「デービス」で統一する。

## 概要
カリフォルニア大学 (University of California) システムに属する10校のうちの1つであり、通称はUC Davis、UCデービス。農学が盛んであることに因みスポーツチームの愛称はAggies である。モットーは "Fiat lux"（そこに光あれ/Let There Be Light）。キャンパスの存在するデービス市はカリフォルニア州の州都サクラメント市の約25km西、カリフォルニアセントラルヴァレーの北西部に位置する。

## 沿革
1905年にカリフォルニア大学バークレー校の農学専門学校 (The University Farm School ) を設立する法案がカリフォルニア州議会を通過した。当時のバークレー校にも農学部は存在したが研究が主眼だったので、農学校はより実践的な内容を主眼に置いたものであった。学校は当時 Davisville として知られた今日のデービス市に置かれることが決まった。1909年入学の第一期生は全員男子であったが、1914年には初めての女子学生が入学した。1922年、 Northern Branch of the College of Agriculture と改名され、4年制の学位授与カリキュラムが制定された。 1946年の獣医学部設置、1951年の文学部設置、1952年に農学部がバークレー校より独立する等を経て、1959年にカリフォルニア大学リバーサイド校 とともに、UCシステムの中の独立した一大学となる。その後の工学部設置や各種大学院設置をもって完全な総合大学となった。

## 教育及び研究

### 組織
College of Agricultural and Environmental Sciences（農学環境科学部）, College of Biological Sciences（生物科学部）, College of Engineering（工学部）, College of Letters and Science（人文学科部）, からなる4つのカレッジおよび School of Education（教育学大学院）, School of Law（法科大学院）, School of Management（経営学大学院）, School of Nursing（看護学大学院）, School of Medicine（医学大学院）, School of Veterinary Medicine（獣医学大学院）,  からなる6つの専門職大学院で構成される。2020年度の学生数は40032名である。

### 研究
主に農学キャンパスとして設立されたこの大学は、過去1世紀にわたって拡張され、90の研究プログラムに加え、医学(UC デイビス メディカル センターを含む)、法学、獣医学、教育学、看護学、経営管理学の大学院および専門プログラムが提供されている。
農学部は、9年連続(2016-2024)世界第２位にランクされている。　獣医学部は米国最大の獣医学校であり、4年連続(2021-2024)世界第２位にランクされている。　生体化学、バイオテクノロジー、植物学、環境科学等も全米トップクラスである。研究機関としての水準は非常に高く評価され、2022～2023年度の外部研究費の総額は、10億600万ドルに達した。

### 主要世界大学ランキング
- QS世界大学ランキング農学/林学：第1位(2013-2015年)[17]
- QS世界大学ランキング獣医学：第1位(2015-2020年)[18]
- QSトップ100 US Universities：第28位(2020年)[19]
- QS世界大学ランキング農学/林学：第2位(2024年)[20]
- QS世界大学ランキング獣医学： 第2位(2024年)[21]
- THE世界大学ランキングWorld University Rankings：第59位（2024年）[22]
- THE世界大学ランキングBest Public Universities in the US：第5位(2022年)[23]
- THE世界大学ランキング生命科学：第26位 (2024年)[24]
- THE世界大学ランキング心理学：第34位 (2024年)[25]
- US NEWSアメリカ公立大学ランキング（総合）：第6位（2023-2024年)[26]
- Forbes America's Top Colleges：第20位(2021年）[27]

## キャンパス

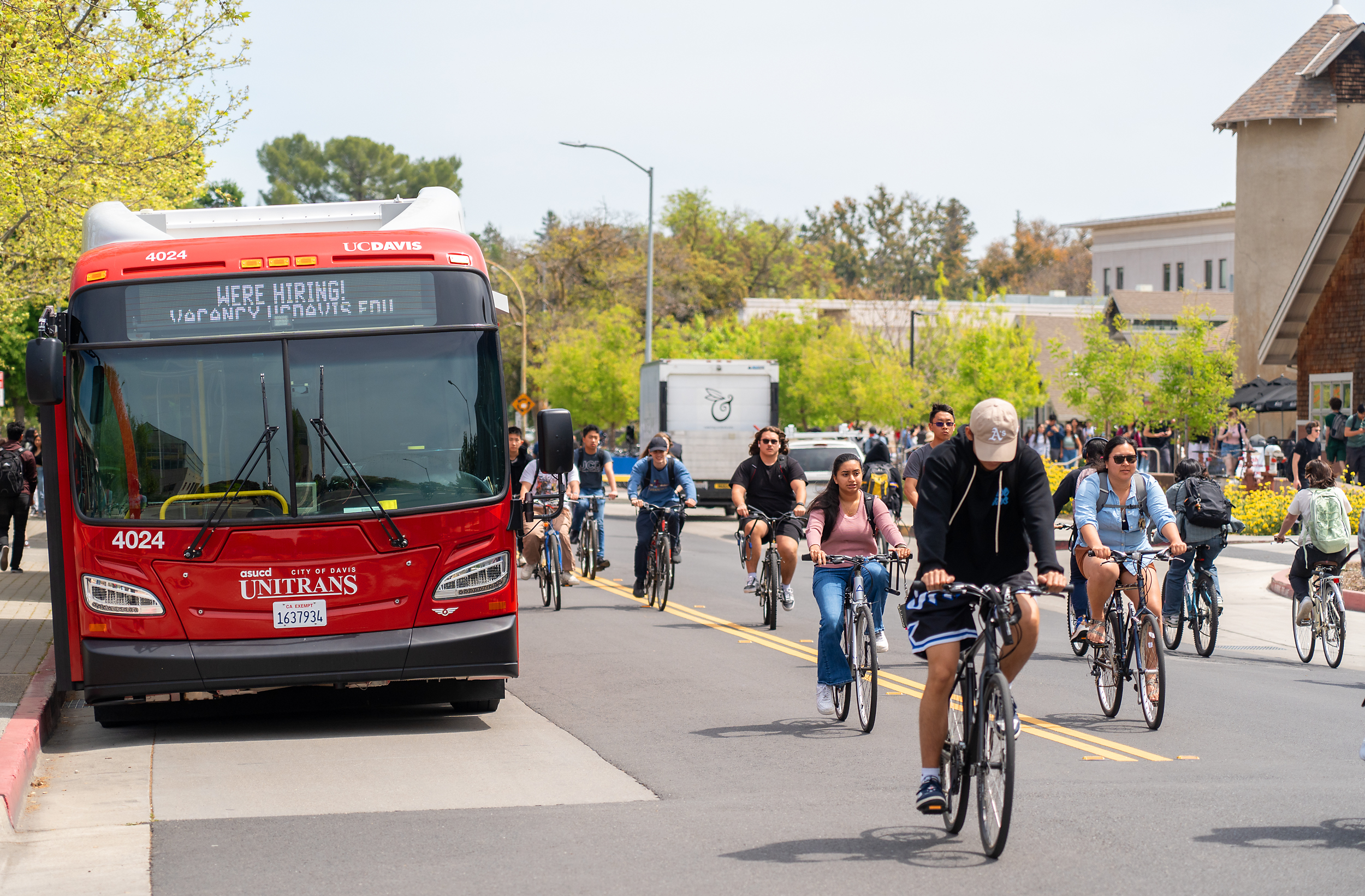
キャンパスの風景

カリフォルニア大学システムのキャンパスの中では最大の22 km2に及ぶメインキャンパスの他、UC Davis Natural Reserve System と呼ばれる保護林群などメインキャンパス外に研究用の土地を保有している。 全米でも指折りの図書館や研究施設といった通常の大学施設のほか、飛行場や消防署も備わっている。
2002年には Mondavi Center という舞台芸術用のホールが建設され、世界各地から地元から劇団や交響楽団を招き公演を催している。Mondavi とは最大の寄付者である ロバート・モンダヴィ 一族の名に因んだもの。
キャンパス内の移動には一般的に自転車が用いられ、学内の道路には中央分離線やロータリー交差点のような自転車交通を円滑に行うための工夫がなされている。
フリーフォームラジオ局KDVSが学生により運営されている。この局は1964年2月1日、男子寮ベケット・ホールの洗濯室から放送を開始した。1969年にアンジェラ・デービスとのインタビューや、当時のカリフォルニア州知事ロナルド・レーガンとのライブコールイン番組を放送し評判を得た。現在、この局は90.3 FMとウェブサイトでオンライン聴取可能となっている。

## 著名な卒業生

### 学者
- チャールズ・ライス - ノーベル生理学・医学賞
- スティーブン・ロビンソン - 宇宙飛行士
- トレイシー・コールドウェル - 宇宙飛行士
- ゴードン・コンウェイ - 農業生態学者、ロックフェラー財団会長、王立地理学会会長
- 簑原俊洋 - 政治学者、神戸大学教授
- 飯野友幸 - アメリカ文学研究者、上智大学教授
- 小山修三 - 文化人類学者、考古学者、国立民族学博物館名誉教授
- 武田昌則 - 法学者、カリフォルニア州・ニューヨーク州弁護士、琉球大学大学院教授
- 前田浩 - 化学者、熊本大学医学部名誉教授

### 政治家
- アン・ヴェネマン - 政治家、国際連合児童基金の第5代事務局長
- アンナ・エスコビード・キャブラル - 第42代アメリカ合衆国財務官
- 大石賢吾 - 第20代長崎県知事、医師、医学者

### 芸術家・芸能人
- アンソニー・スオフォード - 作家
- イーサン・ラッセル - 写真家
- ケイト・ツイ - 女優、2004年度ミス香港
- DJシャドウ - ミュージシャン
- ティファニー・ラム - 2002年度ミス香港
- ブルース・ナウマン - 現代美術家
- ヘップ・ティ・リー - 女優

### アスリート
- ジョーン・ヘニガン - プロレスラー
- ユライア・フェイバー - 総合格闘家

### 実業家
- 荒蒔康一郎 - キリンホールディングス会長
- キャロル・フリント - ERの脚本家
- スティーブン・グッゲンハイマー - 米Microsoft副社長
- ライリー・ベクテル - ベクテル最高経営責任者
- ジョン・S・ワトソン ‐ Chevron CEO

## 海外協定校
【 日本 】
- 京都大学
- 東北大学
- 東京工業大学
- 北陸先端科学技術大学院大学
- 大阪大学
- 九州大学
- 北海道大学
- 島根大学
- 慶應義塾大学
- 早稲田大学
- 立命館大学
- 明治大学
- 法政大学
- 東京理科大学
- 東京農工大学
- 同志社大学
- 近畿大学
- 新潟大学
- 津田塾大学
- お茶の水女子大学
- 明治学院大学
- 学習院女子大学
- 安田女子大学